# Monaghan United Football Club
Maillots
Actualités
Dernière mise à jour : 18 septembre 2009.
Monaghan United F.C. est un club de football irlandais fondé en 1979 et désigné pour jouer le Championnat d'Irlande de football à partir de 1985.
Le club joue ses matches dans le petit stade de Kingspan Century Park qui compte 3 000 places dont 500 assises seulement. Ses couleurs sont le bleu et le blanc.
Monaghan joua son premier match de championnat en 1985 contre Derry. Aujourd’hui le stade porte le nom de leur sponsor, l’entreprise de construction Century Homes.
Monaghan a surtout connu la deuxième division (First Division) ne montant en Premier Division que très rarement et de façon très temporaire : deux premières saisons dans l’élite entre 1993 et 1995 puis une saison en 2001-2002.

## Palmarès
- Coupe de la Ligue d'Irlande de football
  - Finaliste : 2010